# Winton Train
Winton Train (česky Wintonův vlak) byl speciální historický vlak vypravený 1. září 2009 z pražského hlavního nádraží, který dojel 4. září 2009 na nádraží Liverpool Street v Londýně. Jízda byla připomínkou 70. výročí činu sira Nicholase Wintona, který v roce 1939 odvezl z protektorátu Čechy a Morava do Londýna 669 převážně židovských dětí, aby je tak uchránil před nacistickým režimem. Poslední, nejpočetnější a nacisty nepovolený transport měl vyjet právě 1. září 1939.
V Praze byl před odjezdem odhalen památník Wintonova činu – sousoší sochařky Flor Kentové. Ve Winton Trainu jeli, kromě 22 za války zachráněných dětí, i studenti a novináři. V Londýně na nádraží vlak přivítal osobně sir Nicholas Winton.
Vlak byl tažen dvěma československými parními lokomotivami, konkrétně šlo o stroje 498.022 a 486.007, za které byly připojeny historické osobní vozy 1. třídy a Masarykův salónní vůz.
Trasa Winton Trainu kopírovala 1200 km dlouhou trasu z roku 1939. Vlak na své cestě projel např. Beroun, Plzeň, Domažlice, německá města Norimberk a Kolín nad Rýnem, nizozemská města Arnhem a Hoek van Holland či anglický Harwich.